# Valle dell'Ofanto
Il bacino della Valle dell'Ofanto è costituito dal territorio che si trova ai margini del fiume Ofanto le cui sponde segnavano il confine fra le province di Bari e Foggia. Oggi tale bacino è racchiuso principalmente nel territorio della provincia di nuova costituzione di Barletta-Andria-Trani e ancora in parte in quello della provincia di Foggia.
Il territorio è segnato dal fondovalle e dalle terrazze dei versanti, tende ad allargarsi creando un alveo dove si raccolgono affluenti provenienti dalla Basilicata.

## Comuni
- Ascoli Satriano, Barletta, Candela, Canosa di Puglia, Cerignola, Margherita di Savoia, Minervino Murge, Rocchetta Sant'Antonio, San Ferdinando di Puglia, Spinazzola, Trinitapoli.[1]